# Walcher von Malvern
Walcher von Malvern (auch Walcher von Lothringen; † 1135) war ein englischer Benediktinermönch und Astronom.

## Leben und Werk
Walcher wurde wahrscheinlich in Lothringen geboren. Er kam um das Jahr 1091 in England an und spielte schon bald eine Rolle für die Erschließung der arabischen Wissenschaft im lateinischen Westen (ohne dass er selbst Kenntnisse der Arabischen Sprache bzw. der Arabischen Schrift hatte), womit sein Lehrer Petrus Alfonsi ihn bekannt machte. Seine Sententiae de Dracone ist eine Vorlesungsmitschrift von Petrus Alfonsi über den Datumspunkt. Mindestens ab 1092 besaß er ein Astrolabium. Das geht aus einem Manuskript mit der Berechnung von Finsternissen hervor (entstanden 1108 bis 1112). Am 30. November 1091 beobachtete er eine Mondfinsternis, hatte aber noch keine Möglichkeit genauer Zeitbestimmung und kein Astrolab, im Gegensatz zu einer Mondfinsternis am 18. Oktober 1092. Das war die erste solche Beobachtung, die in einer lateinischen Quelle aufgezeichnet wurde. In einem zweiten um das Jahr 1120 entstandenen Manuskript benutzte er statt umständlicher Rechnungen mit römischen Zahlen schon elegantere Rechenmethoden, die er von Petrus Alfonsi kennenlernte.
Walcher wurde im Jahr 1120 der zweite Prior des von Westminster abhängigen Benediktinerpriorats von Great Malvern bei Worcester und blieb dies bis zu seinem Tod. Auf dem in der Abtei erhaltenen Grabstein wird er als Astronom und Mathematiker gewürdigt.